# Iempsale II

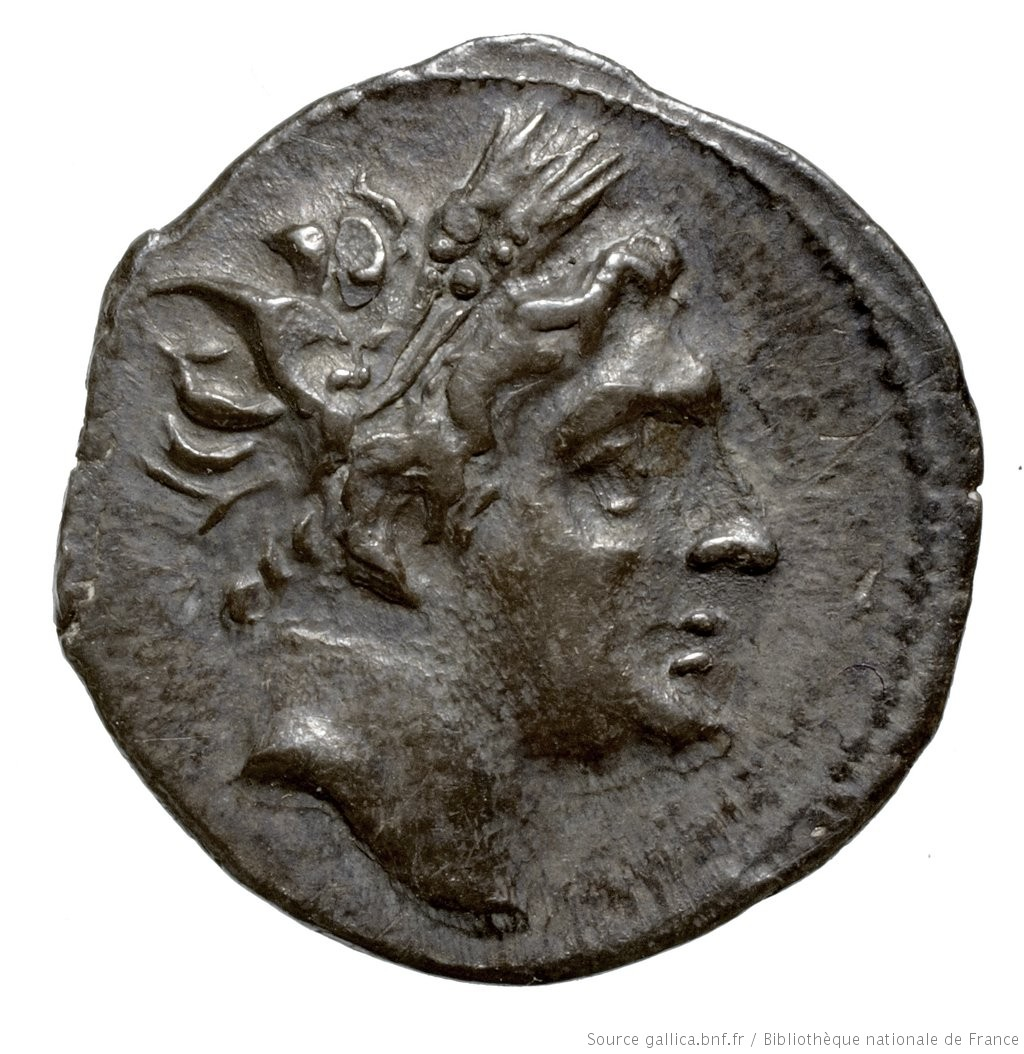
Moneta con l'effigie di Iempsale II

Iempsale II, negli autori latini Hiempsal, probabilmente da Hiemsal (fl. I secolo a.C.), fu re della Numidia dall'88 al 60 a.C., con un breve periodo in cui perse il potere tra l'81 e l'80 a.C..

## Biografia
Egli era figlio di Gauda, fratellastro di Giugurta, e sembra possibile che alla morte del padre abbia condiviso il potere con un fratello di cui si conosce solo il nome, Masteabar, (forse Mastanabal come il nonno?), definito basileus "re" in un'iscrizione di Siracusa.
Nell'88 a.C., dopo il trionfo di Silla, quando Mario il giovane fuggì da Roma in Africa, Iempsale lo ricevette con apparente cordialità, ma con il celato proposito di trattenerlo prigioniero. Mario si accorse in tempo delle sue intenzioni e riuscì a fuggire con l'aiuto di una concubina del re.
Nell'81 Iempsale venne spodestato in seguito a vicende poco chiare, forse in seguito ad una ribellione degli stessi numidi, forse ad opera di un pretendente, Iarba, che era sostenuto da Gneo Domizio Enobarbo, il capo del partito di Mario in Africa. Ben presto però Silla inviò in Africa Pompeo, che con una rapida azione sconfisse Domizio e Iarba e restaurò Iempsale sul trono, aggiungendo ai suoi territori una striscia di terre sulla costa, secondo un accordo redatto da Lucio Aurelio Cotta.
Quando il tribuno Publio Servilio Rullo introdusse una riforma agraria (63 a.C.), queste terre, che erano state originariamente assegnate al popolo romano da Scipione Africano, vennero espressamente esentate dalla vendita, il che suscitò l'indignazione di  Cicerone (De lege agraria, i. 4, ii. 22). Da un accenno di Svetonio (Caesar, 71) si rileva che Iempsale era ancora vivo nel 62 a.C.
Secondo Sallustio (Bellum Iugurthinum, 17), Iempsale fu anche autore di un'opera storica in lingua punica (libri punici qui regis Hiempsalis dicebantur), ma non è ben chiaro se si riferisse a Iempsale I o II, e neppure se i suoi libri fossero stati composti dal re o si trovassero semplicemente in suo possesso. Gli succedette il figlio Giuba I.

## Fonti
- Plutarco, Mario, 40, Pompeo, 12
- Appiano, Bellum civile, I. 62. 80
- Cassio Dione Cocceiano XLI. 41